# Zăplazi
Zăplazi – wieś w Rumunii, w okręgu Buzău, w gminie Grebănu. W 2011 roku liczyła 82 mieszkańców.